# Trådmjölskinn
Trådmjölskinn (Trechispora silvae-ryae) är en svampart som först beskrevs av J. Erikss. & Ryvarden, och fick sitt nu gällande namn av K.H. Larss. 1993. Trechispora silvae-ryae ingår i släktet Trechispora och familjen Hydnodontaceae.   Inga underarter finns listade i Catalogue of Life.
I den svenska databasen Dyntaxa används istället namnet Fibriciellum silvae-ryae för samma taxon.  Arten är reproducerande i Sverige.